# Стар Читак
Стàр Читàк е село в Южна България, община Ардино, област Кърджали.

## География
| Население по години | Население по години |
| ------------------- | ------------------- |
| 1934 г.             | 377 души            |
| 1956 г.             | 265 души            |
| 1975 г.             | 103 души            |
| 1985 г.             | 77 души             |
| 1992 г.             | 33 души             |
| 2001 г.             | 17 души             |
| 2011 г.             | 19 души             |
| 2019 г.             | 27 души             |

Село Стар Читак се намира в източната част на Западните Родопи, при границата им с Източните Родопи, на около 12 km запад-северозападно от центъра на град Кърджали и 13 km североизточно от град Ардино. Разположено е на около 300 m южно от стесненията в северозападната част на язовир Кърджали. На около километър южно от селото е върхът на възвишението Кюсе-Хасанлартепеси с височина 702,8 m.
Общински път, започващ в североизточния край на село Боровица от кръстовище с третокласния републикански път III-8653, води на североизток до село Стар читак и продължава след него през село Рибарци до село Сухово.

## История
Селото – тогава с име Читак атик – е в България от 1912 г. Преименувано е на Стар читак с министерска заповед № 3775, обнародвана на 7 декември 1934 г.
Към 31 декември 1934 г. село Стар читак се състои от махалите Бобевци (Кара Ибрамлар), Куцина (Топалар), Черняково (Каралар) и Шипковица (Кобашлар).

## Население
Преброяване на населението през 2011 г.
Численост и дял на етническите групи според преброяването на населението през 2011 г.:
|                     | Численост | Дял (в %) |
| Общо                | 19        | 100,00    |
| Българи             | 0         | 0,00      |
| Турци               | 17        | 89,47     |
| Цигани              | 0         | 0,00      |
| Други               | 0         | 0,00      |
| Не се самоопределят | 0         | 0,00      |
| Неотговорили        | 1         | 5,26      |

## Религии
Религията, изповядвана в село Стар читак, е ислям.

## Личности
Тук е роден Яшар Шабан Хаджимустафа – депутат в VІІ Велико народно събрание на България